# بيدرو روكا
بيدرو روكا (بالإسبانية: Pedro Virgilio Rocha)‏ (مواليد 3 ديسمبر 1942) هو لاعب كرة قدم. يلعب مع منتخب الأوروغواي لكرة القدم. سبق له أن لعب في كأس العالم لكرة القدم مع منتخب بلاده.

## روابط خارجية
- بيدرو روكا على موقع الاتحاد الدولي (مؤرشف)  (الإنجليزية)
- بيدرو روكا على موقع الاتحاد الأوربي (الإنجليزية)
- بيدرو روكا على موقع قاعدة بيانات كرة القدم.إي يو (الإنجليزية)
- بيدرو روكا على موقع ناشيونال فوتبول تيمز (الإنجليزية)
- بيدرو روكا على موقع Soccerway.com (الإنجليزية)
- بيدرو روكا على موقع عالم كرة القدم.نت (الإنجليزية)
- بيدرو روكا على موقع كووورة